# Kaja (zřícenina hradu)
Zřícenina hradu Kaja, česky Chýje, leží severně od osady Merkersdorf, jež je nyní součástí malého historického hraničního města Hardegg (česky Hardek) v okrese Hollabrunn v rakouské spolkové zemi Dolní Rakousy. Hrad se nachází na rakouské straně Národního parku Podyjí – přibližně 3,5 km jihovýchodně od zmíněného Hardeku a 3 km severně od vsi Niederfladnitz (česky Dolní Fládnice).

## Geografie

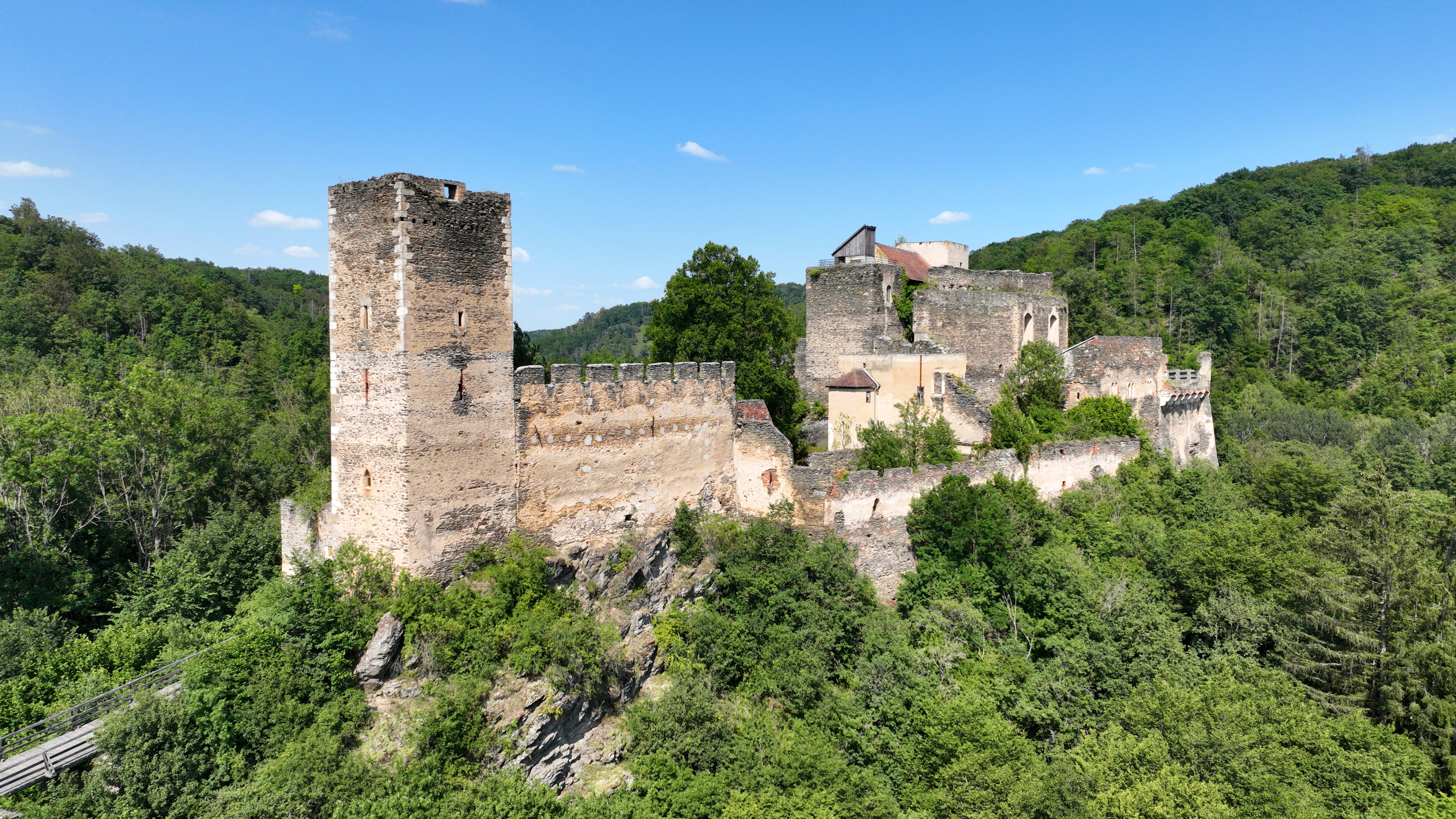
KZápado-jihozápadní pohled na zříceninu hradu

Zřícenina hradu Chýje (Ruine Kaja) se tyčí vedle rakousko-moravské hraniční řeky Dyje v oblasti tzv. Lesní čtvrti. Hrad stojí na skalnatém ostrohu při pravém břehu Dyje, do níž z Rakouska přitéká potok Chýjský potok. Návštěvu lze vhodně skloubit s prohlídkou blízkého moravského hradu Nový Hrádek u Lukova, který je vzdušnou čarou vzdálen pouhé 2 km, po turistické cestě kvůli absenci mostu pak 17 km.

## Historie
- Pohraniční pevnost Chýje byla dlouho rodovým sídlem pánů z  Chiowe. Roku 1196 rakouský vévoda Fridrich I. Babenberský (asi 1175–1198) zpečetil před 30 pány a 24 rytíři, jako svědky, vlastnictví hradu tomuto rodu. Rok 1196 je též první písemnou zmínkou o hradě, který byl ale o řadu let starší.
- Rod pánů von Kaja neboli (z Chýje) byl v příbuzenském poměru nejen s rakouskou dynastií Babenberků, ale i s dalšími vlivnými rakouskými rody jako byli Kuenringové. S nimi ve třetí čtvrtině 13. století zdejší majitelé dlouho stáli na straně českého krále, moravského markraběte a rakouského vévody Přemysla Otakara II. (asi 1233-1278). Ten na hradě Chýje i pobýval.
- V roce 1360 však Mikuláš z Kaja prodal toto hlavní sídlo svého rodu rakouskému arcivévodovi Rudolfu IV. Habsburskému (1339–1365). Hrad se tak stal zeměpanskou pevností, avšak již v roce 1376 přešel jako zástava na hrabata z Maidburg-Hardeggu. V té době zemřel na hradě Chýje hrabě Burkhard II., kancléř císaře Karla IV. (1316–1378).
- Noví majitelé ze sousedního významnějšího hradu Hardek se zde ale dlouho neudrželi, neboť koncem 14. století dobyli chýjskou pevnost moravští páni – Jan a Jindřich z Lipé. Ti byli sice příslušníky vyšší šlechty, ale zároveň i výbojnými loupeživými rytíři, kteří se na hradě usadili a v okolních vesnicích a městech vzbuzovali strach a hrůzu. Pevnost Chýje měla tak dlouho pověst loupežnického rytířského hradu.
- V roce 1425 předal rakouský panovník zástavní hrad do rukou pánů z Eyczingu (von Eyczing) a ve stejné době – tj. kolem roku 1425 (do roku 1427) dobyli tento pohraniční rakouský hrad husité. Ti následně zle pustošili zdejší kraj.
- Proto kolem roku 1430 začal pobořený hrad Ulrich z Eyczingu obnovovat. (Časový sled od dobytí ke kapitulaci hradu není zcela jasný). Poněvadž byla pevnost nadále důležitým bodem při obraně země, podporoval tehdejší habsburský dvůr Ulricha († 1434) při rekonstrukci hradu a v jeho snahách o zdokonalení hradního opevnění. Hrad se tehdy velmi rozrostl.
- Počátkem 16. století se trvalé sídlo rodu z Eyczingu přestěhovalo do blízkého pohodlnějšího zámku Dolní Fládnice, který patřil rovněž k panství Chýje.
- V roce 1546 zemřel na hradě Chýje Erasmus I. baron z Eyczingu.
- V roce 1588 přešel hrad Chýje a přilehlé panství Dolní Fládnice s dcerou barona z Eyczingu na známý a velmi zámožný rod baronů – od roku 1598 hrabat a od roku 1711 i říšských knížat – Trautsonů. Ti na hradě nežili, avšak panství si ponechali až do 18. století. Sídlili mj. na blízkém fládnickém zámku, který se stal definitivně střediskem zdejšího panství. Za Trautsonů dochází k vleklému chátrání hradu, které zrychlilo v době třicetileté války. Tehdy byl hrad vlivem válečných operací těžce poškozen. Těžké poškození budov dosvědčuje mj. i rytina z roku 1672 od Georga M. Vischera. Na ní neměl hrad již některé střechy – např. u hlavního paláce. Hrad se tak do 18. století proměnil definitivně ve zříceninu.
- Po vymření knížat z Trautsonu v roce 1775, získává dědictvím zchátralou polozřícenou Chýji s okolním fládnickým zbožím vlivný rod knížat z Auerspergu (zastarale česky z Aueršperku). Hrad se nakonec s okolím dostal po roce 1781 do rukou hraběte (a od roku 1795 druhého knížete mladší linie) Karla II. z Auersperg-Trautsonu (1750-1822). Ten zdědil po své matce Marii Josefě z Trautsonu (1724-1792) i další části obrovského majetku původních majitelů hradu Chýje – knížat z Trautsonu. Auerspergové udržovali zřícedninu hradu jen v nezbytné míře a žili, podobně jako jejich předchůdci, na jiných pohodlnějších sídlech. Jejich hlavní rezidencí se nakonec stal (vedle starší středočeské Vlašimi) středočeský zámek ve Žlebech a za významnou letní rezidenci jim sloužil zámek Slatiňany u Chrudimi.
- Za panování Auerspergů došlo v 19. století na hradě, vedle tradičních udržovacích prací, i k menším rekonstrukcím v neogotickém romantickém slohu. To bylo pro zříceninu do jisté míry záchranou. Chátrání se zpomalilo. Žlebští Auerspergové vymřeli v roce 1942 a po krátkém mezidobí v roce 1945 přešla zřícenina hradu Chýje s někdejším přilehlým panstvím (např. blízký zámek v Dolní Fládnici a lovecký zámek Karlslust) na významný český hraběcí rod Waldstein-Wartenbergů. Ten tehdy musel odejít, vlivem válečných událostí, z rodného Československa.
- Ve druhé polovině 20. století dochází k obnově a přeměně části zřícenin v hradní muzeum. V roce 1969 bylo založeno sdružení pro záchranu hradu a následně byl zrestaurován např. hradní palác a kaple. Krásným prostorem hradu je dnes opět např. Rytířský sál. Současným majitelem hradu je Dr. Clemens Graf von Waldstein-Wartenberg.
- I nejbližší okolí hradu je dnes (stav v létě 2014) příliš zarostlé přerostlými stromy, takže někdejší impozantní pohledy na hrad jsou bohužel minulostí. Samotný hrad je v solidním technickém stavu.

## Ochrana přírody
Sousedící hrady a zámky Hardek, Karlslust, Dolní Fládnice, stejně jako na Moravě Nový Hrádek u Lukova patří pod rakouský a moravský Národní park Podyjí.

## Přístupnost památky
Hradní zřícenina a muzeum je v soukromém vlastnictví rodu Waldstein-Wartenbergů. Objekt je však zpřístupněn veřejnosti a to mezi květnem a říjnem. Otvírací dobou je: sobota, neděle a svátky mezi 10-17 hodinou. Jindy lze hrad navštívit pouze po předchozí domluvě. Velké parkoviště se nachází v lesním údolí, v blízkosti zříceniny. Pohodlnou cestou se od parkoviště dostanete na hrad za pět minut chůze.